# Tāzkand
Tāzkand (persiska: تازکند, Tāzeh Kand-e Vīnaq) är en ort i Iran.   Den ligger i provinsen Östazarbaijan, i den nordvästra delen av landet, 500 km nordväst om huvudstaden Teheran. Tāzkand ligger 883 meter över havet och antalet invånare är 118.
Terrängen runt Tāzkand är lite bergig. Runt Tāzkand är det ganska glesbefolkat, med 35 invånare per kvadratkilometer. Närmaste större samhälle är Kaleybar, 15,7 km sydost om Tāzkand. Trakten runt Tāzkand består i huvudsak av gräsmarker.